# 痴情の接吻
『痴情の接吻』（ちじょうのせっぷん）は、如月ひいろによる日本の漫画作品。『プチコミック』（小学館）にて2019年1月号より2021年9月号まで連載された。2021年夏にテレビドラマ化されている。
『プチコミック』2021年8月号には、如月が執筆した本作のテレビドラマの撮影現場のレポート漫画が掲載。最終回掲載後、同年10月号と11月号に「本編より先の未来を描いた番外編」が掲載された。

## あらすじ
市立図書館の司書として働く主人公・柏木和華は、ある日谷崎潤一郎の『痴人の愛』という本を探す男性に出会う。男性は高校時代の同級生・上条忍であった。10年振りに街に戻ってきた上条は、新居を探すために和華に不動産屋の案内を頼む。高校時代に『痴人の愛』を落とした際に上条にキスをされ、後悔した顔をされた過去がある和華は上条に苛立ちつつも、不動産屋に同行する。両親が海外に移住するため、部屋を探していた和華は、悩んだ末に上条と同居することにする。引っ越しの片づけ中、上条に「再会したのは偶然ではない」と言われ、和華は再びキスをされるが、今度は後悔した顔をされなかったのである。
同居を始めて1週間が経ち、和華は上条に告白される。高校時代にキスをされた時の話も聞き、長年の謎がとけたが、趣味に没頭したい和華は交際を断る。上条は和華に自分のことを好きになってもらうと宣言し、諦めないのであった。餌づけをし、距離を縮めてくる上条にキスをされた和華だが、拒絶しなかった。それ以来和華は上条のことを意識し、上条の誕生日を機に付き合うことになる。
和華は高校時代の同級生・鈴木岳と再会し、一緒に仕事する。岳は和華に片想いをしつつも、上条が阻止することにより、仲が進展することはないのであった。
ドイツから上条の弟・薫が日本の大学の下見に来る。本当の目的は兄の彼女である和華の品定めであったが、少し距離を縮めたのであった。
岳は「好きな子」のために女性と遊ぶことをやめる。岳からコンサートに誘われ、鑑賞後に告白をされた和華は、そのことを上条に言えずにいた。そんな時に和華の両親が訪ねてくる。ふたりは上条と会うまで上条が女の子であると誤解していたため衝撃を受けるが、彼のことを認める。
秋休みに薫が同級生のアンナとともに訪ねてくる。

## 登場人物
柏木和華（）
主人公。市立図書館の司書で、本が好き。子どものころから図書館司書になりたいと考えていた。半年ほど彼氏がいないが、趣味の時間が充実しているため、恋愛したいと考えていない。
母親が料理上手で調理師免許を持っており、家では料理をしなかったため、見た目の良い料理を作れない。
美人で高校時代はモテていたが、近寄りがたい雰囲気だったため、自覚していなかった。色気だだもれ司書として、SNS上でファンクラブが結成されている。
一人っ子で、きょうだいはいない。中学時代の修学旅行は京都だった。スプラッタ系の映画は苦手ではないが、目に見えないものに恐怖を感じるため、幽霊が苦手。
上条忍（）
和華の高校時代の同級生で、高校2年の時のクラスメイト。眼鏡をかけたイケメン。理系の研究職に就いている。高給とり。
高校時代は頭が良く、線が細い美少年だった。父親の転勤でドイツの高校に転校した。
料理上手。誕生日は2月22日。ドイツで飲酒していたため、ビールくらいでは酔わない。蜘蛛が苦手。
鈴木岳（）
和華の高校時代の同級生。高校2年と3年の時に和華と同じクラスで、3年の時に和華と共に図書委員をしていた。
イケメン。大学教授の助手をしている。専門は古典。言い寄ってくる女性や遊ぶ女性がいるが、和華に片想いをしている。
高校時代、クラスに「鈴木」という苗字が2人いたため、和華は彼を下の名前で呼んでいる。
薫（）
上条の10歳年下の弟で、ドイツに住んでいる。外見は高校時代の上条と瓜二つ。
上条に日本語を教わった。上条と好みが似ている。勉強が得意。
アンナ
薫と同じ学校の同級生。父親がドイツ人で母親が日本人。薫のことが好き。
吉川（）
和華の同僚の女性。
松浦（）
和華の同僚の女性。幽霊が見える。

## 評価
2021年9月時点で、累計140万部を突破している。
テレビドラマが第109回ザテレビジョンドラマアカデミー賞にノミネートされている。

### テレビドラマ出演者からの評価
上条忍役の橋本良亮は、本作について「上条はどんな心情で和華と接しているのか深く考えさせられ、引き込まれる」と評価している。
柏木和華役の中村ゆりかは本作を「色っぽい描写」が多く、「上条の柔らかな佇まいと、女心をくすぐる甘さが本当に魅力的」と評価。
鈴木岳役を演じる井上祐貴によると、本作は「読んでいてとてもワクワクし」心を掴まれ、上条の気持ちや嫉妬心について応援したくなったが、自分に気持ちがないと自覚していながらも、和華に想いを寄せる岳についても応援したくなったという。
里島敦役を演じる大平修蔵は、本作を「現実では決して交わることのないであろう2人の、刺激的で美しいラブストーリー」と評価している。納得しつつ意外性もある展開に心を奪われ、本作をすぐに読み切ってしまったという。
戸石教授役を演じるマツモトクラブは本作について「45歳のおじさんでもドキドキきゅんきゅんするような話」と評価している。

## 制作背景

### 作品について
作者の如月にとって本作は連載作品では初の主人公たちが同じ年齢の設定であり、新鮮な気持ちで描いている。タイトルについては読者から「買う時に恥ずかしい」という声を耳にし、申し訳ないという。如月によると、作品を作る際にタイトル案を10案以上考えているが、編集部に選ばれるのは恥ずかしいタイトルである。

### キャラクターについて
上条忍にはモデルとなる人物が存在し、如月はその人物のファンであるという。
京都で打ち合わせをしている際に、如月が学生時代に司書の資格をとった話をした流れで、主人公の職業が決まった。

## 書誌情報
- 如月ひいろ『痴情の接吻』小学館〈フラワーコミックスα〉、全8巻
  1. 2019年5月15日初版発行（5月10日発売[11][12]）、ISBN 978-4-09-870462-0
  2. 2019年9月15日初版発行（9月10日発売[13]）、ISBN 978-4-09-870569-6
  3. 2020年1月15日初版発行（1月10日発売[14]）、ISBN 978-4-09-870780-5
  4. 2020年5月13日初版発行（5月8日発売[15]）、ISBN 978-4-09-871016-4
  5. 2020年9月15日初版発行（9月10日発売[16]）、ISBN 978-4-09-871121-5
  6. 2021年3月15日初版発行（3月10日発売[17]）、ISBN 978-4-09-871271-7
  7. 2021年6月15日初版発行（6月10日発売[18]）、ISBN 978-4-09-871350-9
  8. 2021年9月15日初版発行（9月10日発売[19]）、ISBN 978-4-09-871434-6
- 如月ひいろ『痴情の接吻〜官能的回顧録〜』小学館〈フラワーコミックスα〉、2021年11月15日初版発行（11月10日発売[20]）、ISBN 978-4-09-871528-2

## 同時収録作品
単行本『痴情の接吻〜官能的回顧録〜』には、読み切り「悪魔がそれを食べるとき」、「ビター・オレンジ」の2編が併録されている。この2編は如月の秘蔵の読み切り作品である。

## テレビドラマ
2021年7月4日から9月27日まで朝日放送テレビ制作・テレビ朝日系「ドラマL」で放送された。主演は橋本良亮（A.B.C-Z）。

### キャスト
- 上条忍 - 橋本良亮（A.B.C-Z）[24]
- 柏木和華 - 中村ゆりか[25]
- 鈴木岳 - 井上祐貴[22]
- 里島敦 - 大平修蔵[22]
- 戸石哲郎 - マツモトクラブ[22]
- 柏木正和 - 池田鉄洋[22]
- 柏木華子 - 高島礼子[22]
- 吉川沙耶 - 真凛[8]
- 松浦志保 - 佐野あやめ[8]

### ゲスト
- 第2話 
  - 小沢 - 小沢一敬（スピードワゴン）[26]
  - サチカ - 新田さちか

### スタッフ
- 原作 - 如月ひいろ 『痴情の接吻』（プチコミック〈小学館〉連載中）[27]
- 監督 - 酒見顕守[24]、吉川鮎太[24]、松嵜由衣[24]
- 脚本 - 保木本真也[24]
- 主題歌 - A.B.C-Z「夏と君のうた」[28] 作詞：小沢一敬（スピードワゴン）[26]、作曲：奥田民生[26]、編曲：船山基紀[29]
- メインテーマ - 戸田有里子（セブンゲート）
- 監修 - 松緯理湖
- 縄文学監修 - 淺野真紀
- 技術協力 - ビデオスタッフ
- 照明協力 - ザ・ホライズン
- 美術協力 - KHKアート、ザプルーダフィルムスタジオ
- ロケ協力 - 流山市フィルムコミッション、流山市森の図書館、凹まない企画事務所、いばらきフィルムコミッション、笠間市フィルムコミッション ほか
- チーフプロデューサー - 山崎宏太（朝日放送テレビ）[30]
- プロデューサー - 中田陽子（朝日放送テレビ）[30]、櫻田惇平（ホリプロ）[30]
- 制作協力 - ホリプロ[30]
- 制作著作 - 朝日放送テレビ[30]

### 放送日程
| 話数   | 放送日  | サブタイトル                                             | 監督     |
| ------ | ------- | -------------------------------------------------------- | -------- |
| 第1話  | 7月04日 | A.B.C-Z橋本良亮初主演!キスから始まるちょっとHな同居ラブ! | 酒見顕守 |
| 第2話  | 7月11日 | 24時間キスの嵐!?甘〜い誕生日の夜                         | 酒見顕守 |
| 第3話  | 8月1日  | 焦らし愛され初めての夜…ただの同居人から恋人へ            | 吉川鮎太 |
| 第4話  | 8月8日  | 「見るな減る」嫉妬まみれの三角関係                       | 吉川鮎太 |
| 第5話  | 8月15日 | 大胆に官能的に…攻守逆転！変わり始める二人の関係          | 松嵜由衣 |
| 第6話  | 8月29日 | 偏愛のはじまり…10年越しの三角関係                        | 酒見顕守 |
| 第7話  | 9月5日  | 朝から晩まで濃密旅行！偏愛募る温泉デート                 | 吉川鮎太 |
| 第8話  | 9月12日 | 偏愛彼氏に異変？「触れられないとおかしくなる」           | 松嵜由衣 |
| 第9話  | 9月19日 | 父vs偏愛男！同居生活、終わりのはじまり                   | 酒見顕守 |
| 第10話 | 9月26日 | 偏愛は、終わらない                                       | 酒見顕守 |

- 初回（朝日放送テレビ：23:55 - 翌0:25、テレビ朝日：2:10 - 2:40）[22]。
- 第2話（朝日放送テレビ：7月11日 23:55 - 0:25、テレビ朝日：7月11日 2:10 - 2:40）
- 第3話（※2週間、放送休止。朝日放送テレビ：8月1日 23:25 - 23:55、テレビ朝日：8月1日 2:35 - 3:05）
- 第4話（朝日放送テレビ：8月8日 23:25 - 23:55、テレビ朝日：8月8日 2:35 - 3:05）
- 第5話（朝日放送テレビ：8月16日 0:00 - 0:30、テレビ朝日：8月15日 3:00 - 3:30）
- 第6話（※1週休止。朝日放送テレビ：8月30日 0:00 - 0:30、テレビ朝日：8月29日 3:00 - 3:30）
- 最終話（朝日放送テレビ：9月27日 0:10 - 0:40[注釈 2]、テレビ朝日：9月26日 2:30 - 3:00）

### 作品の評価
TVerの「2021年7-9月期 総合番組再生数ランキング」では756万再生で10位にランクインした。
| 朝日放送テレビ制作・テレビ朝日系 ドラマL                           | 朝日放送テレビ制作・テレビ朝日系 ドラマL | 朝日放送テレビ制作・テレビ朝日系 ドラマL           |
| 前番組                                                             | 番組名                                   | 次番組                                             |
| ------------------------------------------------------------------ | ---------------------------------------- | -------------------------------------------------- |
| ジモトに帰れないワケあり男子の14の事情 （2021年4月18日 - 6月20日） | 痴情の接吻 （2021年7月4日 - 9月27日）    | それでも愛を誓いますか? (2021年10月3日 - 12月12日) |